# (8031) Williamdana
(8031) Williamdana est un astéroïde de la ceinture principale.

## Description
(8031) Williamdana est un astéroïde de la ceinture principale. Il fut découvert le 7 mars 1992 à Kushiro par Seiji Ueda et Hiroshi Kaneda. Il présente une orbite caractérisée par un demi-grand axe de 2,29 UA, une excentricité de 0,06 et une inclinaison de 7,6° par rapport à l'écliptique.

## Compléments